# 24 Ianuarie Ploiești
24 Ianuarie Ploiești este o companie producătoare de utilaje industriale din România.
Acționarul principal al companiei este societatea de consultanță și servicii comerciale Uzinsider București, cu o deținere de 71,39% din capital, urmată de SIF Muntenia cu o participație de 14,64% din acțiuni.
Cifra de afaceri în primele trei trimestre din 2007: 18,97 milioane lei (5,75 milioane euro)